# Barista

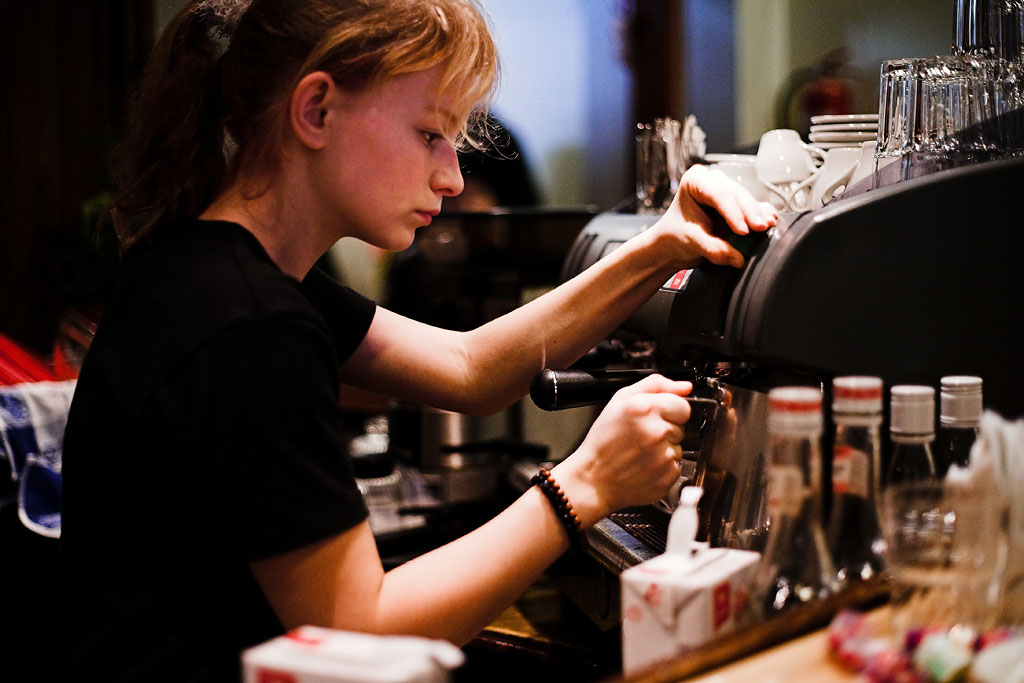
Barista munkában

A barista (bariszta, magyar kifejezéssel kávépincér) olyan személy, aki főként espresso és egyéb kávéfajták elkészítésével és felszolgálásával foglalkozik. 
A baristák tudásukat tanfolyamokon vagy gyakorlat során szerzik meg. Ismerniük szükséges a kávékészítés teljes folyamatát, gyakorlatilag a szüreteléstől kezdve: a kávénövényt és annak fajtáit, annak szüretelését és tárolását, a pörkölés módjait és folyamatát, a darálás módszereit, a kávé megfelelő tömörítését, az elkészítéshez szükséges anyagok fizikai jellemzőit, valamint képesnek kell lenniük a vendég ízlését figyelembe véve megfelelő kávét ajánlani.
A barista szó olasz eredetű, eredetileg „bárpulti felszolgálót” jelentett, akinek egyik feladata volt a kávé elkészítése, de emellett hideg, alkoholos italfelszolgálással is foglalkozott. Az Egyesült Államokban a hetvenes-nyolcvanas években népszerűvé vált espresso divatba hozta a kifejezést (részben a Starbucks cég marketing-akcióinak hatására).
Emellett Magyarországon már több száz éve létezett a kávépincér fogalma, és a 18. században Budapestet mint „a kávéházak városát” is emlegették, ekkor a tisztséghez hosszú évek gyakorlata volt szükséges.
2000 óta rendeznek nemzetközi vetélkedőket baristáknak; hazánkban 2003-ban rendeztek először baristaversenyt.